# 레드카드

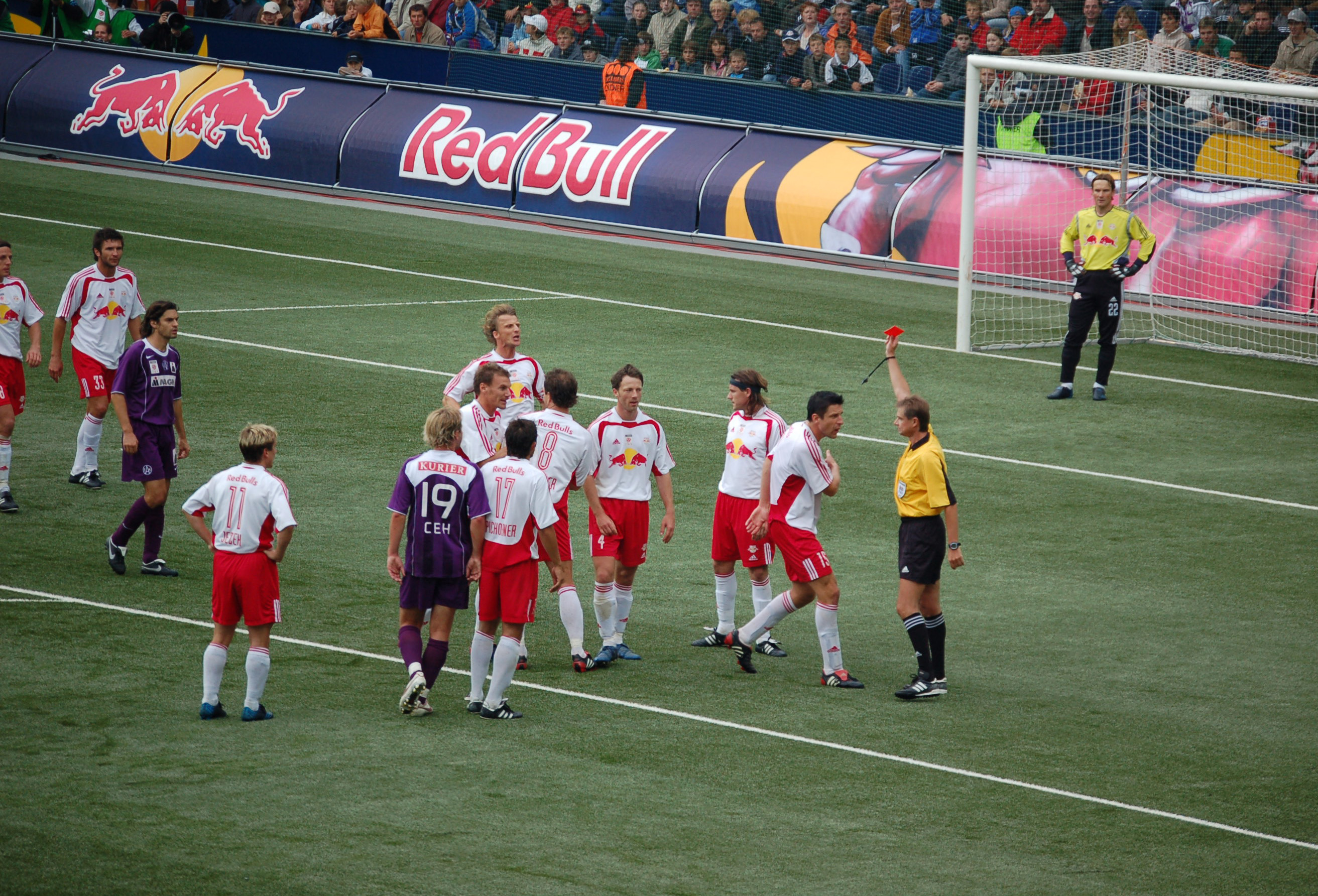
축구 경기 중 레드카드를 꺼내는 심판

레드카드(영어: Red Card→빨간색 카드)는 스포츠 경기 중에 규칙 위반에 대한 퇴장의 의미로 꺼내는 카드이다. 즉, 축구를 비롯해 럭비, 배구, 핸드볼, 필드하키 등 여러 스포츠 종목에서 레드카드는 악질적 반칙을 한 선수 및 코칭스태프에 대한 퇴장 처분을 의미한다. 이것을 꺼내면 2개의 경고가 주어진다.

## 축구에서의 레드카드
축구 규칙 제12조 파울과 부정행위(Fouls and Misconduct)에서는 다음과 같은 행위를 했을 때 레드카드를 준다고 명시하고 있다.
1. 현저히 부정한 플레이
2. 난폭한 행위
3. 상대 선수에게 침을 뱉는 행위
4. 결정적인 순간에 골키퍼가 아닌 선수가 의도적으로 손을 사용하여 상대편의 득점 기회를 저지하는 행위 (2010년 FIFA 월드컵 8강전에서 우루과이의 루이스 알베르토 수아레스, 2018년 FIFA 월드컵 본선 조별 리그에서 콜롬비아의 카를로스 산체스 모레노의 핸들링 반칙 등)
5. 명백한 득점 상황에서 프리킥, 페널티킥에 상당하는 반칙으로 저지하는 행위 (2022년 FIFA 월드컵 본선 조별 리그에서 웨일스의 웨인 헤네시의 득점상황 반칙 등)
6. 상대 선수를 모욕하거나 인종차별 발언을 하는 행위
7. 한 시합에서 옐로카드를 2번 받았을 경우 (경고 누적)
8. 위협적인 백태클 (2002년 FIFA 월드컵 대한민국과 포르투갈과의 경기에서 포르투갈의 주앙 핀투가 대한민국의 박지성에게 백태클을 범한 것, 2010년 FIFA 월드컵 독일과 호주와의 경기에서 호주의 팀 케이힐이 독일의 바스티안 슈바인슈타이거에게 의도적으로 태클한 것 등)
9. 의도적으로 머리로 박치기하는 행위 (2006년 FIFA 월드컵 이탈리아와 프랑스와의 경기에서 프랑스의 지네딘 지단이 이탈리아의 마르코 마테라치 가슴에 머리로 박치기를 한 것, 2014년 FIFA 월드컵 독일과 포르투갈과의 경기에서 포르투갈의 페페가 독일의 토마스 뮐러에게 박치기를 한 것 등)
10. 손이나 팔꿈치 등으로 선수를 때리거나 몸을 꼬집거나 깨물거나 발로 차거나 밟는 행위 (2014년 FIFA 월드컵 카메룬과 크로아티아와의 경기에서 카메룬의 알렉스 송이 크로아티아의 마리오 만주키치를 팔꿈치로 때린 것, 2014년 FIFA 월드컵 대한민국과 벨기에와의 경기에서 벨기에의 스테번 드푸르가 대한민국의 김신욱의 발목을 의도적으로 밟은 것 등)

- 백태클 시 아래 사항 중 2가지 이상 해당되는 경우 경고없이 즉시 퇴장

1. 두 발이 동시에 들어오는 경우(양발태클)
2. 다리를 쭉 뻗는 경우
3. 스쿼드(축구화 발바닥)가 보이는 경우
4. 점프를 하여 태클이 들어가는 경우
5. 속도가 매우 빠른 경우

### 참고
1. 레드카드(옐로카드 누적 포함)를 받고 퇴장당한 선수 및 코칭스태프는 즉시 피치(경기장)를 벗어나 라커룸으로 가야 한다.
2. 경고 누적인 경우 주심은 옐로카드를 먼저 꺼낸 후 레드카드를 꺼낸다.
3. 경고누적 없이 바로 레드카드를 받은 경우는 2경기 이상 출장 정지가 내려질 수 있다.
4. 반칙의 정도에 따라 추가적인 징계(벌금이나 출장 정지) 등이 있을 수도 있다. (2014년 FIFA 월드컵 카메룬과 크로아티아의 경기에서 퇴장당한 알렉스 송이 3경기 출장 정지와 2만 스위스프랑(한화 약 2300만원)의 벌금 징계를 받은 것 등)
5. 한 경기에서 5장의 레드카드를 받은 팀은 몰수패(0 : 3) 당한다.
6. 경고 누적으로 퇴장당하더라도 레드카드 받은 선수 및 코칭스태프는 무조건 최소한 1경기 출장 정지는 받아야 한다.
7. 중계방송에서 레드카드 받은 선수의 속한 팀은 레드카드가 표시된다.
8. 골키퍼가 퇴장당한 경우, 필드 플레이어와 골키퍼 선수를 교체해야 한다.

## 펜싱에서의 레드카드
펜싱에서 레드카드를 받은 선수는 상대에게 1투셰 (toucher: 득점)를 헌납한다. 축구의 경우처럼 옐로카드를 야기하는 행위를 두번째로 행하였을 경우에는 경고누적으로 레드카드가 주어진다. 또 심한 반칙을 행하였을 경우에도 즉시 레드카드 (경고 2개)가 주어진다. 그러나, 축구와 다르게 레드카드를 받았을 경우에는 피스트 (piste: 경기 장소)를 떠나지 않는다.

## 같이 보기
- 옐로카드